# Dante e Virgilio
Dante e Virgilio (Dante et Virgile), noto anche come Dante e Virgilio all'Inferno, è un dipinto ad olio su tela realizzato dal francese William-Adolphe Bouguereau nel 1850: di dimensioni 280.5 x 225 cm, è conservato al museo d'Orsay di Parigi.

## Storia dell'opera
Reduce da due sconfitte ai Prix de Rome (1848 e 1849), Bouguereau decise di cambiare soggetto delle sue opere concentrandosi su un tema letterario. L'obiettivo era quello di suscitare nello spettatore un senso di terrore e la tela ebbe un grande successo; tuttavia, il pittore abbandonò il genere per concentrarsi su figure mitologiche.

## Descrizione

### Soggetto
e va rabbioso altrui così conciando".»
(Inf. XXX, vv. 32-33)
Il soggetto è tratto da un episodio del canto XXX dell'Inferno di Dante Alighieri: Dante e Virgilio sono nella decima bolgia dell'ottavo cerchio, ove sono puniti i falsari.
Al centro, in primo piano, si trovano due dannati che lottano selvaggiamente, Gianni Schicchi e Capocchio: stando al racconto dantesco (Inf. XXX, vv. 22-30), Gianni Schicchi, punito con una smania furiosa in quanto falsario di persone, sopraggiunge e addenta il collo di Capocchio, l'alchimista con cui Dante ha parlato al termine del canto precedente (Inf. XXIX, vv. 124-139). Schicchi, sulla sinistra coi capelli rossi, sta violentemente mordendo il collo del Capocchio e gli sta dando una ginocchiata alla schiena, facendolo piegare e cadere. Dietro di loro, a sinistra, i due poeti guardano con espressione terrorizzata, mentre sulla destra un demone sogghigna.

### Colori e realismo

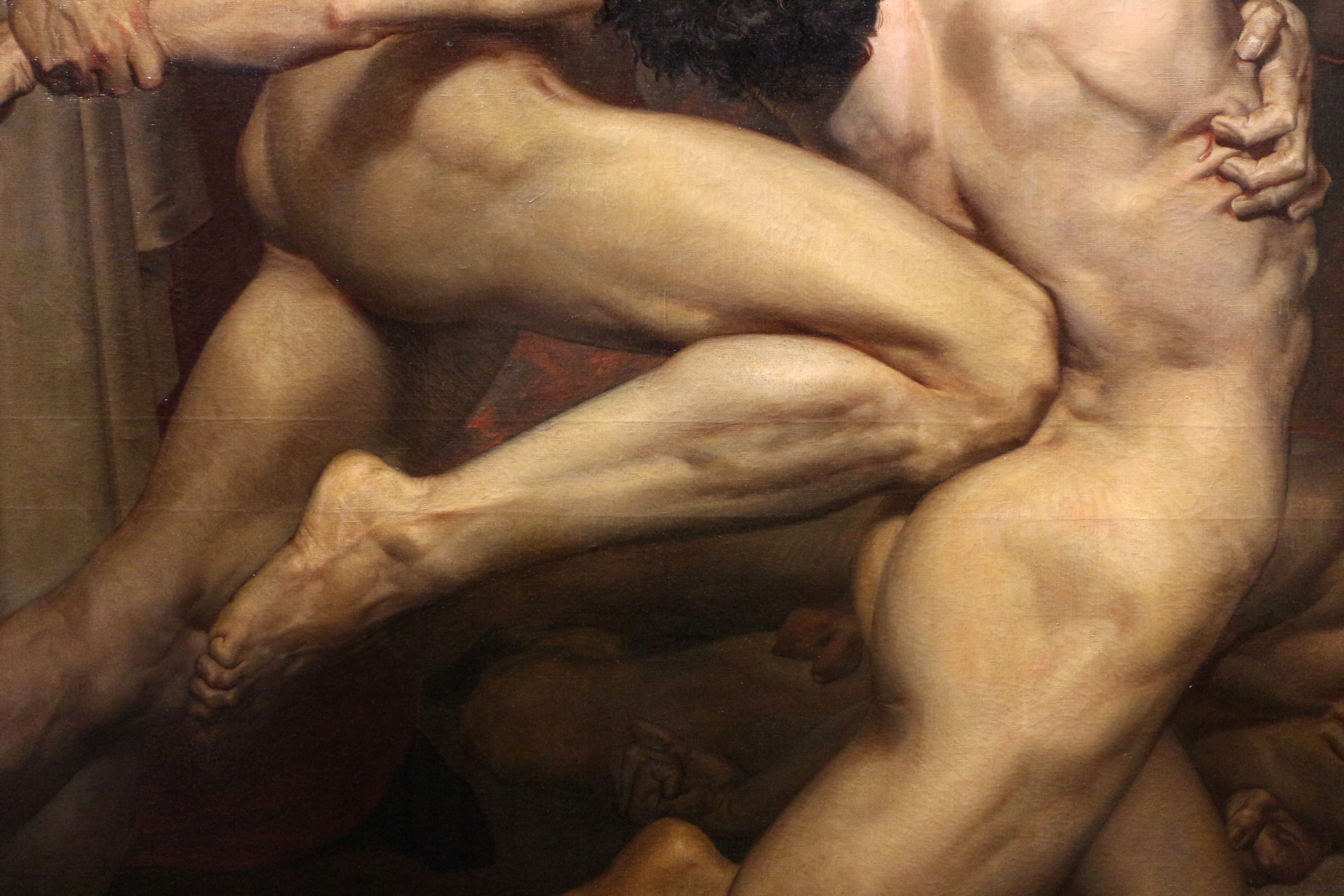
Dettaglio della muscolatura

I colori utilizzati sono scuri sullo sfondo, con un misto di rosso e marrone che si ricollega così all'ambientazione infernale; al contrario, i due dannati sono raffigurati usando colori luminosi, cosicché risaltino maggiormente.
Caratteristica dell'opera (e dell'intera produzione di Bouguereau, esponente dell'accademismo) è lo straordinario realismo nel dipingere i personaggi, come si può notare dalla muscolatura estremamente precisa e dettagliata di Schicchi e del Capocchio.